# 40M Turán I
El 40M Turán I fue un tanque medio húngaro de la Segunda Guerra Mundial. Fueron construidos un total de 359 en dos variantes: Turán I con un cañón de 40 mm y Turán II con un cañón de 75 mm. Estaba basado en el diseño del prototipo checoslovaco de tanque medio Škoda T-22. El nombre Turán proviene de una muy antigua leyenda húngara según la que los turanios fueron un antiguo pueblo de Asia Central, del que se originó el pueblo húngaro.

## Historia
En diciembre de 1937, los talleres de Škoda prepararon un prototipo de un tanque medio basado en el exitoso proyecto anterior del LT vz.35. Dos prototipos fueron iniciados y designados S-IIc, pero su construcción nunca fue terminada. El tanque pesaba 16,5 t, estaba armado con un cañón Škoda A9 vz. 38 de 47 mm, dos ametralladoras de 7,92 mm y su blindaje máximo se incrementó a 30 mm. Por último, el S-IIc contaba con un motor mejorado de 13,8 l y 250 cv, lo que aumentó la velocidad máxima a aproximadamente 50 km/h. En 1940 la designación  S-IIc fue cambiada en Skoda T-21 y una versión mejorada fue designada T-22. Ese mismo año el Ministerio de Defensa húngaro intentó obtener tanques checos, pero como la producción de Skoda y CKD/Praga estaba comprometida en exclusiva para los alemanes se intentó vender la licencia del T-22 realizando el prototipo una demostración ante una comisión húngara en Pilsen en mayo de 1940, y otras en Hungría durante junio y julio. También se evaluó el prototipo V-8-H de CKD, pero finalmente se firmó un acuerdo de licencia para el tanque medio T-22 en agosto.
Antes de su producción, el tanque checo fue modificado en una serie de puntos: una torreta remachada para tres hombres sustituyó la versión original de dos, una radio R-5/a y se instaló un motor V8 de 260 cv diseñado por la empresa húngara Manfred Weiss; el armamento era también de diseño húngaro. El nuevo tanque fue denominado 'Turán'.	
Los ingenieros húngaros volvieron a incrementar el blindaje frontal entre 50-60 mm y reemplazaron el cañón checo de 47 mm con el cañón 41M TANKA de 40 mm; esta era una versión especial para montaje en tanques del cañón antitanque remolcado húngaro M40 (derivado a su vez del alemán Rheinmetall-Borsig 3,7 cm PaK 35/36, que fue utilizado por las tropas húngaras como el cañón antitanque 36M de 37 mm) desarrollado por MÁVAG. En noviembre de 1940 se obtuvo una licencia para el cañón de tanque Skoda A17 de 40 mm  desarrollado a partir del modelo A7 montado en los tanques LT vz.38. Dicha arma disparaba el mismo proyectil que el cañón antiaéreo 37M Bofors de 40 mm, también fabricado por MÁVAG. Se podían almacenar 101 proyectiles en el Turán I. Las dos ametralladoras eran las Gebauer 34/40M de 8 mm, enfriadas por aire y alimentadas por cinta, derivadas de la ZB vz. 30 checa fabricada bajo licencia por Danuvia. Su designación en servicio húngaro fue tanque medio (kozepes harckocsi) 40M Turán I, que en 1944 fue cambiada a tanque medio 40M Turán 40. El peso total se incrementó a más de 18 t.
Un total de 230 tanques Turán I fueron construidos: 70 por MVG (Magyar Waggongyár) de Gyor, 70 por Manfred Weiss de Csepel, 50 por Ganz de Budapest y 40 por MÁVAG de Diósgyõr.

## Descripción
El casco estaba dividido en tres partes, la delantera en la que se encontraba el puesto de conducción a la derecha del tanque, y el ametralladorista, a la izquierda del conductor; la central con la cámara de combate, en la que se alojaban el comandante, artillero y el cargador; y la posterior donde estaba situado el motor. El equipo de radio tenía la antena situada en el lateral izquierdo del casco. Tenía blindaje adicional en los laterales de la torreta. El armamento en la torreta hexagonal y alargada, estaba dispuesto con el cañón a la izquierda de ésta y la ametralladora coaxial a la derecha. En el Turán II se dotó a la torreta de un plano inclinado hacia la parte del cañón, ya que el armamento se había cambiado a un cañón corto de 75 mm con un voluminoso mantelete que rodeaba la caña del cañón en gran parte de su longitud. Se empleó una rueda tractora trasera, con lo que se consiguió gran amplitud de espacio. La caja de cambios proporcionaba seis marchas hacia delante y seis hacia atrás. La suspensión consistía en dos conjuntos de bogies con dos pares de ruedas, cada uno de ellos suspendido de una gran ballesta laminar unida con pernos al costado del casco, los cuales a su vez estaban unidos entre sí por un travesaño horizontal. La posición de la rueda tensora era frontal, situándose otra pequeña rueda tensora de las orugas, entre la rueda tensora y el bogie delantero. Las orugas eran sostenidas por cinco rodillos de retorno.

## Historial de combate
Los Turán fueron empleados por las divisiones blindadas húngaras 1ª y 2ª, así como por la 1ª División de Caballería, en 1943 y 1944.
Algunos tanques Turán fueron capturados por el Ejército rumano después del golpe de Estado de 1944, junto a unos 38M Toldi y un cañón de asalto 43M Zrínyi.
El único 41M Turán II que sobrevivió a la guerra se encuentra en el Museo de tanques de Kúbinka.

## Variantes

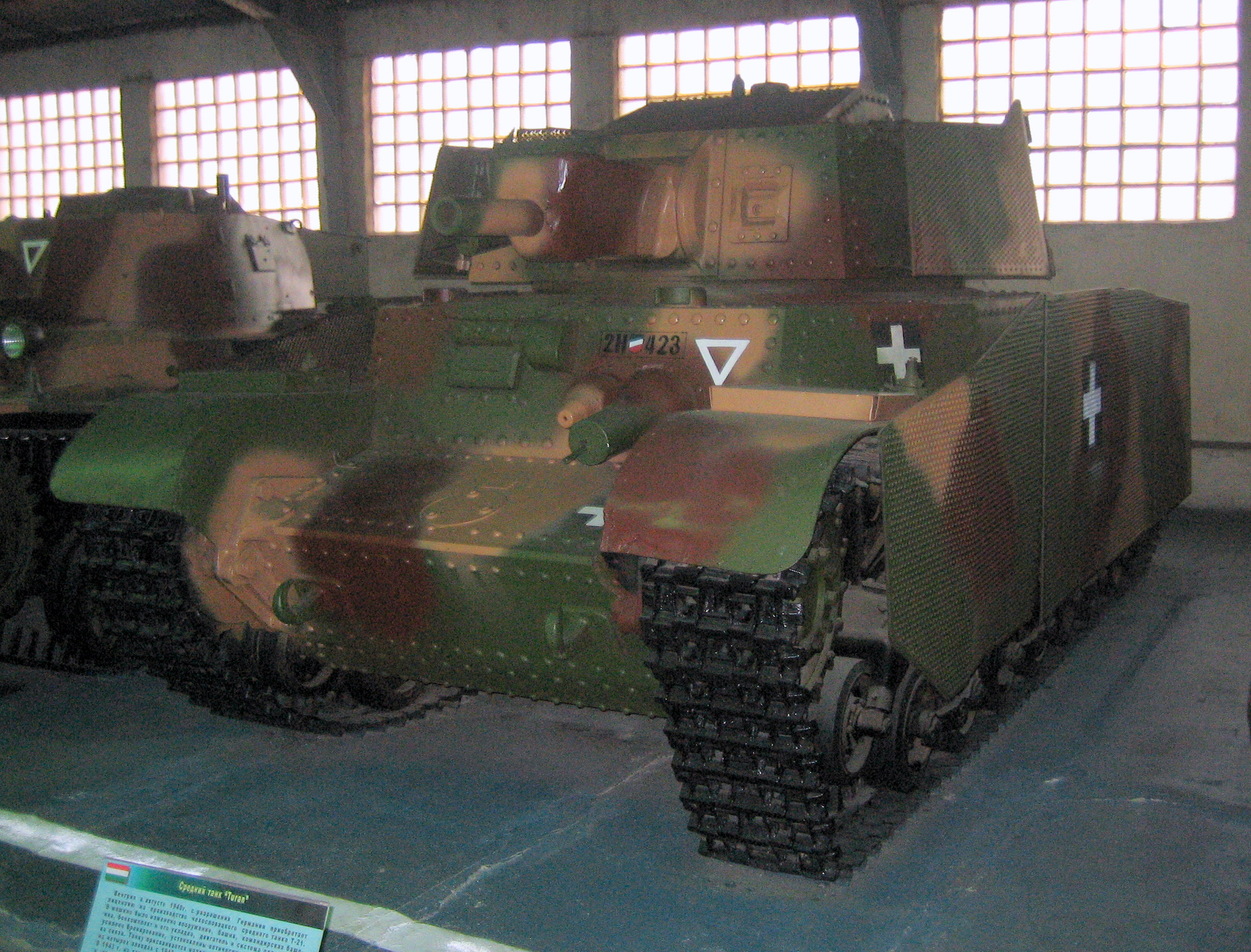
El 41M Turán II del Museo de tanques de Kubinka.

41M Turán II: A mediados de mayo de 1943 se empezó a entregar este modelo, cuya diferencia principal era la de estar armado con el cañón de caña corta 41M de 75 mm desarrollado por la empresa MÁVAG y que era un derivado del cañón de campaña austrohúngaro Böhler modelo 18M. El peso del tanque aumento a 19,2 t, viéndose reducida su velocidad máxima a 43 km/h, y su autonomía en 150 km.
43M Turán II: En abril de 1943 apareció un diseño más moderno con mayor blindaje y una torreta modificada armada con el cañón 43M (L/43), que era un desarrollo húngaro del cañón de 7,5 cm PaK 40. La velocidad, autonomía y peso eran idénticas a las del modelo 41M. Se produjeron un total de 129 Turan II, casi todos en 1943 de un total de 322 solicitados.
Turán III: Durante el último semestre de 1944 se añadieron a algunos Turan I y II faldones protectores laterales y alrededor de la torreta, que daban a los Turán una apariencia similar al tanque alemán Panzer III equipado con schürzen.
Diseños basado en el casco
44M Zrínyi I: Durante 1942, se analizó el éxito del cañón de asalto alemán StuG III contra los tanques soviéticos. Basándose en la rápida producción alemana, Hungría inicia en el desarrollo de un cañón de asalto basado en el chasis del 40M Turan I. El resultado dio origen a un vehículo con superestructura cerrada y blindaje entre 13 mm - 75 mm, armado con un cañón 43M 75 mm L/43, teniendo una altura de 2,33 m, y 21,6 t. Solo se logra construir 1 prototipo en 1944 y su función sería la de cazatanques. El proyecto se canceló a causa de las adquisiciones de StuG III, StuG IV y Jagdpanzer 38t Hetzer.
40/43M Zrínyi II: En 1942, en el transcurso del desarrollo del Zrínyi, se pensó en la construcción de un cañón de asalto para apoyo de infantería resultando en un vehículo basado en el chasis del 40M Turán I y 43M Turán II (igual al Zrínyi I), la diferencia es el armamento, utilizando el obús de caña corta (22,5 calibres) MÁVAG 40/43M 105 mm. Su producción final se sitúa entre 40 a 66 unidades, llevándose a cabo entre 1943 y 1944.